# Angela's Decision
Angela's Décision est un film australien réalisé par Mat King et sorti en 2006.

## Synopsis
Vivant au milieu du paysage désolé de l'Australie, Angela a attendu toute sa vie. Attendu que son petit ami revienne de l'armée et l'épouse, attendu que sa mère soit sobre, attendant que sa vie commence.

## Distribution
- Rhiannon Owen: Angela Jacobs
- Xavier Samuel: Will Turner
- Clementine Mellor: Fille du café #1